# Bruno Heder
Bruno Trench Heder (São Paulo, 30 de setembro de 1986), mais conhecido como Bruno Heder, é um apresentador de TV brasileiro, que ficou famoso por apresentar programas do Disney Channel Brasil como: Zapping Zone, The U-Mix Show e o Pijama Party. Atualmente apresenta o Disney Planet News para todos os países da América Latina.

## Biografia
Apresentou o Zapping Zone, um programa do canal Disney Channel, permaneceu no programa por 3 anos, até o seu fim em 2012, apresentou o Disneyllon do Disney Channel em 2011, também apresentou o The U-Mix Show, um programa em formato de talk-show do Disney Channel Brasil. Bruno começou a trabalhar como modelo com 19 anos. Depois começou a fazer campanhas publicitarias e a estudar teatro. Em 2006 fez um teste para um curso da Oficina de atores da Rede Globo e também fazia stand-up comedy com amigos em bares de São Paulo.
Depois de vários testes para TV, ele conseguiu entrar para o elenco de talentos do Disney Channel Brasil no qual faz parte até hoje, no canal ele participou de varias produções como: Zapping Zone, Quando Toca o Sino, Disneyllon, The U-Mix Show, Top Tástico, Que Talento! 

## Carreira

### 2009–2012: Zapping Zone

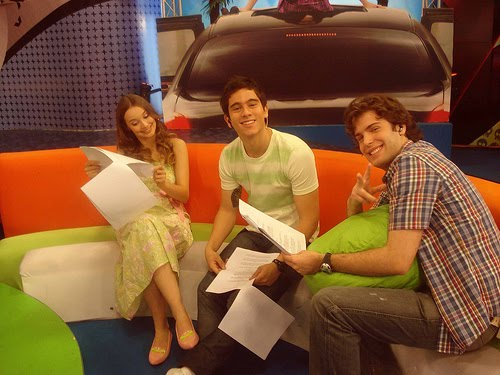

Bruno teve sua estreia na televisão em 2009 no Zapping Zone, lá ele se descobriu como um verdadeiro artista, interpretou personagens cômicos como: "Brunao Tamborim", "Anibal Desventura" e outros, fez viagens para o exterior, gravou músicas, fez matérias, entrevistou celebridades americanas, brasileiras e latinas do Disney Channel. Mas para que isso fosse possível Bruno teve que ir morar longe de sua família, pois o estúdio era longe de sua cidade. Ele apresentou o programa por 3 anos, e nesses anos ganhou muitos fãs de várias idades. O Zapping Zone não era apenas um programa, mas sim uma fabrica de talentos, uma casa, e que tinha vários segmentos, entre eles os mais importantes:
- Contra Tempo: Primeiramente, o jogador escolhia o Câmera com quem queria correr. O participante precisava acertar 3 ou 4 estações para 'detonar', ou seja, vencer o jogo. O tempo máximo era de 2 minutos, ao a webcam se "abrir" o participante tinha que mostrar algum objeto ou animal, ou seja uma surpresa.
- ZZ News:  era um noticiário fictício que exibe noticias incertas para entreter o público, e há também vários segmentos dentro dele.[14] Por exemplo: ZZ News: o Jogo que era com a participação de um telespectador via webcam, nele o jogador tinha que adivinhar qual noticia era verdadeira das opções citadas no programa.
- O Clube dos Azarados: Era um quadro em que Bruno interpretava Anibal Desventura um cara muito azarado, que apresentava o programa dos azarados, lá exibiam videos de pessoas caindo, e sendo azaradas. Foi exibido em 2011.

### 2012–2015: The U-Mix Show
Ainda apresentando o Zapping Zone, surgiu a chance do Bruno Heder apresentar um programa sozinho, um talk-show do Disney Channel.
- Primeira Temporada (2012-2013): Na primeira temporada, em 2012, o "u-mix" era exclusivamente sobre Violetta, com os quadros: "Monólogo" que é um stand-up comedy do Bruno sobre a novela, "Resumo Semanal", "Mix Takes", "Mix The Scenes", e a entrevista com um ator da novela.
- Segunda Temporada (2013-2014): Na segunda temporada, o programa é totalmente reformulado, com estúdio novo, com novos quadros, nova logomarca e muitas novidades. Nessa temporada o "u-mix" expandiu seus conteúdos, com foco em todas a séries exibidas atualmente no canal.
- Terceira Temporada (2014-2015 ): O programa volta com mudanças significativas, menos entrevistas, mais cenas com convidados especias e muita música.

### 2014–2015: Disney Magic Run e Violetta Live Brasil
Em 2014, Bruno Heder passou a comandar todas as edições da corrida Disney Magic Run realizadas em São Paulo e no Rio de Janeiro, e apresentou também os show de Violetta realizados em São Paulo e Rio de Janeiro.

### 2016–2017: Pijama Party
Em 2016, Bruno Heder estreia a versão brasileira do programa, que teve seu primeiro episódio em 8 de abril de 2016. Sua transmissão pelo SBT foi iniciada em 25 de junho de 2016, dentro do bloco Mundo Disney. No Pijama Party participavam crianças brasileiras que tinham que passar por testes e  diversas brincadeiras  para tentar ganhar uma viagem para o Walt Disney World Resort.

### 2017–presente: Disney Planet News
Desde 2017, Bruno Heder apresenta o Disney Planet News para todos os países da América Latina. O apresentador grava a versão brasileira em Língua Portuguesa e também a versão em Espanhol para os demais países. O programa vai ao ar todos os Domingos e também tem seus episódios disponíveis, na íntegra, no canal no Youtube.

## Trabalhos
Programas de Televisão
| Programas de Televisão | Programas de Televisão | Programas de Televisão | Programas de Televisão                                                            |
| Ano                    | Título                 | Papel                  | Notas                                                                             |
| ---------------------- | ---------------------- | ---------------------- | --------------------------------------------------------------------------------- |
| 2009–2012              | Zapping Zone           | Ele mesmo              | Apresentador                                                                      |
| 2012–2015              | The U-Mix Show         | Ele mesmo              | Apresentador                                                                      |
| 2015                   | Disney Planet          | Ele mesmo              | Apresentador                                                                      |
| 2016–2017              | Pijama Party           | Ele mesmo              | Apresentador                                                                      |
| 2017–presente          | Disney Planet News     | Ele mesmo              | Apresenta em Português para o Brasil e em Espanhol para os demais países latinos. |

Séries de TV
| Séries de Televisão | Séries de Televisão | Séries de Televisão | Séries de Televisão |
| Ano                 | Título              | Papel               | Notas               |
| ------------------- | ------------------- | ------------------- | ------------------- |
| 2011                | Quando Toca o Sino  | James Brando        |                     |
| 2014                | Que Talento!        | David Carter        | Recorrente          |
| 2015                | Junior Express      | Hugo                | Atuação em espanhol |
| 2017                | Soy Luna            | Bruno               | Atuação em espanhol |
| 2018                | O11ZE               | Antonio "Tony"      | Atuação em espanhol |

Especiais no Disney Channel

2014:
| Especiais do Disney Channel | Especiais do Disney Channel          | Especiais do Disney Channel | Especiais do Disney Channel |
| Ano                         | Título                               | Papel                       | Notas                       |
| --------------------------- | ------------------------------------ | --------------------------- | --------------------------- |
| 2009–2012                   | Disneyllon                           | Ele mesmo                   | Apresentador                |
| 2011                        | O Clube dos Azarados                 | Ele mesmo                   | Apresentador                |
| 2011                        | Phineas e Ferb: Inventando o Passado | Ele mesmo                   | Apresentador                |
| 2011–2012                   | Zapping Games                        | Ele mesmo                   | Apresentador                |
| 2012                        | Especial de John Carter              | Ele mesmo                   | Apresentador                |
| 2013                        | Top-Tástico                          | Ele mesmo                   | Apresentador                |

Clipes
| Clipes Musicais | Clipes Musicais       | Clipes Musicais | Clipes Musicais                           |
| Ano             | Título                | Papel           | Notas                                     |
| --------------- | --------------------- | --------------- | ----------------------------------------- |
| 2009            | Claro Que Não         | Brunão Tamborim |                                           |
| 2012            | Hino do Zapping Games | Ele mesmo       | junto com Yasmim Manaia e Daniel Bianchin |